# Liste der Kulturdenkmäler in Rettert
In der Liste der Kulturdenkmäler in Rettert sind alle Kulturdenkmäler der rheinland-pfälzischen Ortsgemeinde Rettert aufgeführt. Grundlage ist die Denkmalliste des Landes Rheinland-Pfalz (Stand: 8. Dezember 2023).

## Denkmalzonen
| Bezeichnung          | Lage                                                         | Baujahr                 | Beschreibung | Bild |
| -------------------- | ------------------------------------------------------------ | ----------------------- | --- | ---- |
| Denkmalzone Ortskern | An der Kirche 1, Pfarrgasse 1, 2, 3, Rheinstraße 15, 22 Lage | 17. und 18. Jahrhundert | evangelische Kirche und die fünf westlich gelegenen Hofanlagen mit größtenteils gut erhaltenen, giebelständigen Wohnhäusern des 17. und 18. Jahrhunderts | BW   |

## Einzeldenkmäler
| Bezeichnung              | Lage                 | Baujahr                                       | Beschreibung | Bild                           |
| ------------------------ | -------------------- | --------------------------------------------- | --- | ------------------------------ |
| Evangelische Pfarrkirche | An der Kirche 1 Lage | 1733                                          | gotischer Westturm, barocker Saalbau, 1733 | weitere Bilder Fotos hochladen |
| Wohnhaus                 | Pfarrgasse 1 Lage    | Mitte des 19. Jahrhunderts                    | Wohnhaus eines Zweiseithofs, wohl aus der Mitte des 19. Jahrhunderts, im Kern älter; Gesamtanlage mit Fachwerk-Wirtschaftsgebäude, teilweise massiv | Fotos hochladen                |
| Wohnhaus                 | Pfarrgasse 2 Lage    | 17. Jahrhundert                               | Fachwerkhaus, teilweise verschiefert, 17. Jahrhundert                                                                                               | BW                             |
| Wohnhaus                 | Pfarrgasse 3 Lage    | Mitte oder zweite Hälfte des 18. Jahrhunderts | stattliches Fachwerkhaus, teilweise verschiefert, Mitte oder zweite Hälfte des 18. Jahrhunderts                                                     | BW                             |
| Wohnhaus                 | Rheinstraße 22 Lage  | erste Hälfte des 17. Jahrhunderts             | Fachwerkhaus, teilweise massiv und verschiefert, wohl noch aus der ersten Hälfte des 17. Jahrhunderts                                               | Fotos hochladen                |
| Wohnhaus                 | Schulstraße 10 Lage  | 1745/46                                       | Fachwerkhaus, teilweise massiv, teilweise verputzt, 1745/46, Renovierung 2022                                                                       | Fotos hochladen                |